# ヴェリー・ベスト・オブ・ミック・ジャガー
『ヴェリー・ベスト・オブ・ミック・ジャガー』（英語: The Very Best of Mick Jagger）は、ミック・ジャガーが2007年に発表したコンピレーション・アルバムである。

## 解説
1985年にリリースされた初のソロ・アルバム『シーズ・ザ・ボス』から01年の『ゴッデス・イン・ザ・ドアウェイ』までの4枚のソロ・アルバムから選出された10曲に加え、未発表曲3曲、他アーティストとのコラボレーション・シングル2曲、映画のサウンドトラックに提供した2曲の計17曲で構成されている。
未発表曲のうち「チャームド・ライフ」は、1993年に発表されたアルバム『ワンダーリング・スピリット』のアウトテイクだったが、アシュリー・ビードルによるリミックスが施された上で発表された。同曲は、本作からのプロモーション・シングルとしても配布され、『ビルボード』誌のダンス・ミュージック/クラブ・チャートで18位に達した。
ファンク・バンド、エイスデイのカバー曲「トゥー・メニー・クックス」は、1973年12月下旬、当時ロサンゼルスのレコード・プラント・スタジオで毎週日曜日に行われていた「ジム・ケルトナー・ファンクラブ・アワー」と称されていたジャム・セッションをジョン・レノンとハリー・ニルソンが訪れた際、レノンがプロデュースを担当してレコーディングした曲。当時レノンのガールフレンドだったメイ・パンが所有していたマスター・テープを提供した。演奏にはダニー・コーチマー（ギター）、ジェシ・エド・デイヴィス（ギター）、アル・クーパー（キーボード）、ジャック・ブルース（ベース）、ジム・ケルトナー（ドラムス）、ボビー・キーズ（サックス）、トレヴァー・ローレンス（サックス）、ニルソン（バッキング・ボーカル）が参加した。
ブルース・シンガー、サニー・ボーイ・ウィリアムソンIIのカバー曲「チェッキン・アップ・オン・マイ・ベイビー」は、1992年に『ワンダーリング・スピリット』のプロデューサーであるリック・ルービンの発案により行われた、ザ・レッド・デヴィルスとのジャム・セッションで録音されたうちの1曲である。
コラボレーション・シングル2曲はいずれもカバー曲である。1978年に発表されたピーター・トッシュとのデュエット・シングル「ドント・ルック・バック」は、1965年のテンプテーションズの楽曲、1985年に発表されたデヴィッド・ボウイとのデュエット・シングル「ダンシング・イン・ザ・ストリート」は、1964年のマーサ&ザ・ヴァンデラスの楽曲である。
ミュージック・ビデオやインタビューが収録されたDVD付きのデラックス・エディション盤もリリースされ、2007年10月24日には日本でも同様のエディションで発売された。
このアルバムは、全英チャートで57位に初登場し、約4,000枚を売り上げ、全米チャートでは初週に11,846枚を売り上げて77位にランクインした。
2025年4月、ユニバーサル・ミュージックからアナログ2枚組LPが発売された。また6月にはボーナス・トラック2曲が追加された紙ジャケット仕様2枚組CDが日本限定で発売された。

## 収録曲
| #         | タイトル                                                             | 作詞・作曲                                                                           | 音源                                                                             | 時間  |
| --------- | -------------------------------------------------------------------- | ------------------------------------------------------------------------------------ | -------------------------------------------------------------------------------- | ----- |
| 1.        | 「ゴッド・ゲイヴ・ミー・エヴリシング」(God Gave Me Everything)       | ミック・ジャガー レニー・クラヴィッツ                                                | アルバム『ゴッデス・イン・ザ・ドアウェイ』（2001年）より                         | 3:32  |
| 2.        | 「プット・ミー・イン・ザ・トラッシュ」(Put Me in the Trash)          | ミック・ジャガー ジミー・リップ                                                      | アルバム『ワンダーリング・スピリット』（1993年）より                             | 3:34  |
| 3.        | 「ジャスト・アナザー・ナイト」(Just Another Night)                   | ミック・ジャガー                                                                     | アルバム『シーズ・ザ・ボス』（1985年）より                                       | 5:15  |
| 4.        | 「ドント・テア・ミー・アップ」(Don't Tear Me Up)                     | ミック・ジャガー                                                                     | アルバム『ワンダーリング・スピリット』（1993年）より                             | 4:12  |
| 5.        | 「チャームド・ライフ」(Charmed Life)                                 | ミック・ジャガー                                                                     | 1992年録音の未発表曲                                                             | 3:35  |
| 6.        | 「スウィート・シング」(Sweet Thing)                                  | ミック・ジャガー                                                                     | アルバム『ワンダーリング・スピリット』（1993年）より                             | 4:18  |
| 7.        | 「オールド・ハビッツ・ダイ・ハード」(Old Habits Die Hard)            | ミック・ジャガー デイヴ・スチュワート                                                | 映画『アルフィー』（2004年公開）のサウンドトラックより                           | 4:24  |
| 8.        | 「ダンシング・イン・ザ・ストリート」(Dancing in the Street)          | マーヴィン・ゲイ アイビー・ジョー・ハンター ウィリアム・"ミッキー"・スティーブンソン | 1985年に発表された、デヴィッド・ボウイとのデュエット・シングルより               | 3:18  |
| 9.        | 「トゥー・メニー・クックス」(Too Many Cooks (Spoil the Soup))        | ロナルド・ダンバー アンジェロ・ボンド [ 注釈 2 ] ホーランド＝ドジャー＝ホーランド    | 1973年録音の未発表曲                                                             | 4:04  |
| 10.       | 「メモ・フロム・ターナー」(Memo from Turner)                         | ミック・ジャガー キース・リチャーズ                                                  | イギリス映画『パフォーマンス』（1970年公開）のサウンドトラックより。録音は1968年 | 4:03  |
| 11.       | 「ラッキー・イン・ラヴ」(Lucky in Love)                              | ミック・ジャガー カルロス・アロマー                                                  | アルバム『シーズ・ザ・ボス』（1985年）より                                       | 5:02  |
| 12.       | 「レッツ・ワーク」(Let's Work)                                       | ミック・ジャガー デイヴ・スチュワート                                                | アルバム『プリミティヴ・クール』（1987年）より                                   | 4:44  |
| 13.       | 「ジョイ」(Joy)                                                      | ミック・ジャガー ボノ                                                                | アルバム『ゴッデス・イン・ザ・ドアウェイ』（2001年）より                         | 4:40  |
| 14.       | 「ドント・コール・ミー・アップ」(Don't Call Me Up)                   | ロージー・ハムリン                                                                   | アルバム『ゴッデス・イン・ザ・ドアウェイ』（2001年）より                         | 5:13  |
| 15.       | 「チェッキン・アップ・オン・マイ・ベイビー」(Checkin' up on My Baby) | サニー・ボーイ・ウィリアムソンII                                                     | 1992年にザ・レッド・デヴィルスと共に録音された未発表曲                           | 3:21  |
| 16.       | 「ドント・ルック・バック」(You Got to Walk and) Don't Look Back)     | スモーキー・ロビンソン ロニー・ホワイト                                              | 1978年に発表された、ピーター・トッシュとのデュエット・シングルより               | 5:17  |
| 17.       | 「イヴニング・ガウン」(Evening Gown)                                 | ミック・ジャガー                                                                     | アルバム『ワンダーリング・スピリット』（1993年）より                             | 3:32  |
| 合計時間: | 合計時間:                                                            | 合計時間:                                                                            | 合計時間:                                                                        | 72:04 |

| #         | タイトル | 作詞      | 作曲・編曲 | 映像                                           | 時間  |
| --------- | --- | --------- | ---------- | ---------------------------------------------- | ----- |
| 1.        | 「ビデオ・インタビュー (2007)」(Interview With Mick Jagger (2007))                                                                                 |           |            |                                                | 35:45 |
| 2.        | 「ゴッド・ゲイヴ・ミー・エヴリシング」(God Gave Me Everything)                                                                                     |           |            | ミュージック・ビデオ                           | 3:41  |
| 3.        | 「ジャスト・アナザー・ナイト」(Just Another Night)                                                                                                 |           |            | ミュージック・ビデオ                           | 4:58  |
| 4.        | 「スウィート・シング」(Sweet Thing) |           |            | ミュージック・ビデオ                           | 4:15  |
| 5.        | 「レッツ・ワーク」(Let's Work) |           |            | ミュージック・ビデオ                           | 4:08  |
| 6.        | 「ラッキー・イン・ラヴ」(Lucky in Love) |           |            | ミュージック・ビデオ                           | 4:54  |
| 7.        | 「ドント・テア・ミー・アップ」(Don't Tear Me Up)                                                                                                   |           |            | ミュージック・ビデオ                           | 4:09  |
| 8.        | 「ダンシング・イン・ザ・ストリート with デヴィッド・ボウイ」(Dancing in the Street)                                                                |           |            | ミュージック・ビデオ                           | 2:57  |
| 9.        | 「ジョイ with ボノ」(Joy) |           |            | テレビ・ドキュメンタリー番組『Being Mick』より | 3:07  |
| 10.       | 「ドント・ルック・バック with ピーター・トッシュ」(You Got to Walk and) Don't Look Back (Peter Tosh with Mick Jagger on Saturday Night Live, 1978) |           |            | サタデー・ナイト・ライブ1978より               | 4:20  |
| 合計時間: | 合計時間: | 合計時間: | 72:14      |                                                |       |